# Матюнин, Валерий Михайлович
Вале́рий Миха́йлович Матю́нин (20 июля 1960, Москва — 9 января 2018, там же) — советский и российский футболист, нападающий, футбольный судья. Мастер спорта.
Его сыновья Алексей и Максим — футбольные судьи.

## Карьера
Футбольную карьеру Валерий начал в московском «Динамо». В высшей лиге дебютировал 13 июня 1979 года в матче 13-го тура против «Черноморца», выйдя на замену на 80-й минуте вместо Николая Колесова. Всего в том сезоне Матюнин сыграл два матча.
В 1984 году Валерий выиграл Кубок СССР: в финале «бело-голубые» обыграли «Зенит» со счётом 2:0. Всего за «Динамо» Матюнин сыграл 122 матча и забил 12 голов.
Весной 1986 года ушёл в «Факел». За два сезона в первой лиге Валерий сыграл 54 матча, забив 10 мячей.
В 1987—1988 годах выступал за «Арсенал». Провёл 40 матчей, забил 27 голов, став лучшим бомбардиром 1-й зоны второй лиги в сезоне 1988.
Сезон 1989 года Матюнин начал в костромском «Спартаке», а летом перешёл в могилёвский «Днепр».
В 1991 году играл за «Тилигул» и АПК.
В России выступал за «Кузбасс», «Гигант» и «Индустрию».
По некоторой информации, в середине 1990-х играл в Гонконге за клуб «Хэппи-Вэлли».
Завершил карьеру в 1995 году в возрасте 35 лет.
После окончания выступлений Матюнин стал арбитром. С 1997 года сначала был четвёртым судьёй, затем стал первым. Судил матчи в первом и втором дивизионах, а также в третьей лиге. Закончил судейскую карьеру в 2005 году.
В последние годы жизни являлся членом президиума Московской федерации футбола. Там же возглавлял комитет ветеранов Московской федерации футбола.
9 января 2018 года Матюнин умер после тренировки команды ветеранов. Похоронен в Софрино Пушкинского района Московской области на Ашукинском кладбище.

## Достижения
«Динамо»
- Обладатель Кубка СССР: 1984